# マッサ・ディ・ソンマ
マッサ・ディ・ソンマ（イタリア語: Massa di Somma）は、イタリア共和国カンパニア州ナポリ県にある、人口約5,400人の基礎自治体（コムーネ）。

## 地理

### 位置・広がり
ヴェスヴィオ火山北西麓のコムーネ。ナポリ中心部から東へ9kmの距離にある。

#### 隣接コムーネ
隣接するコムーネは以下の通り。
- チェルコラ
- エルコラーノ
- ポッレナ・トロッキア
- サン・セバスティアーノ・アル・ヴェズーヴィオ